# Robert Gies

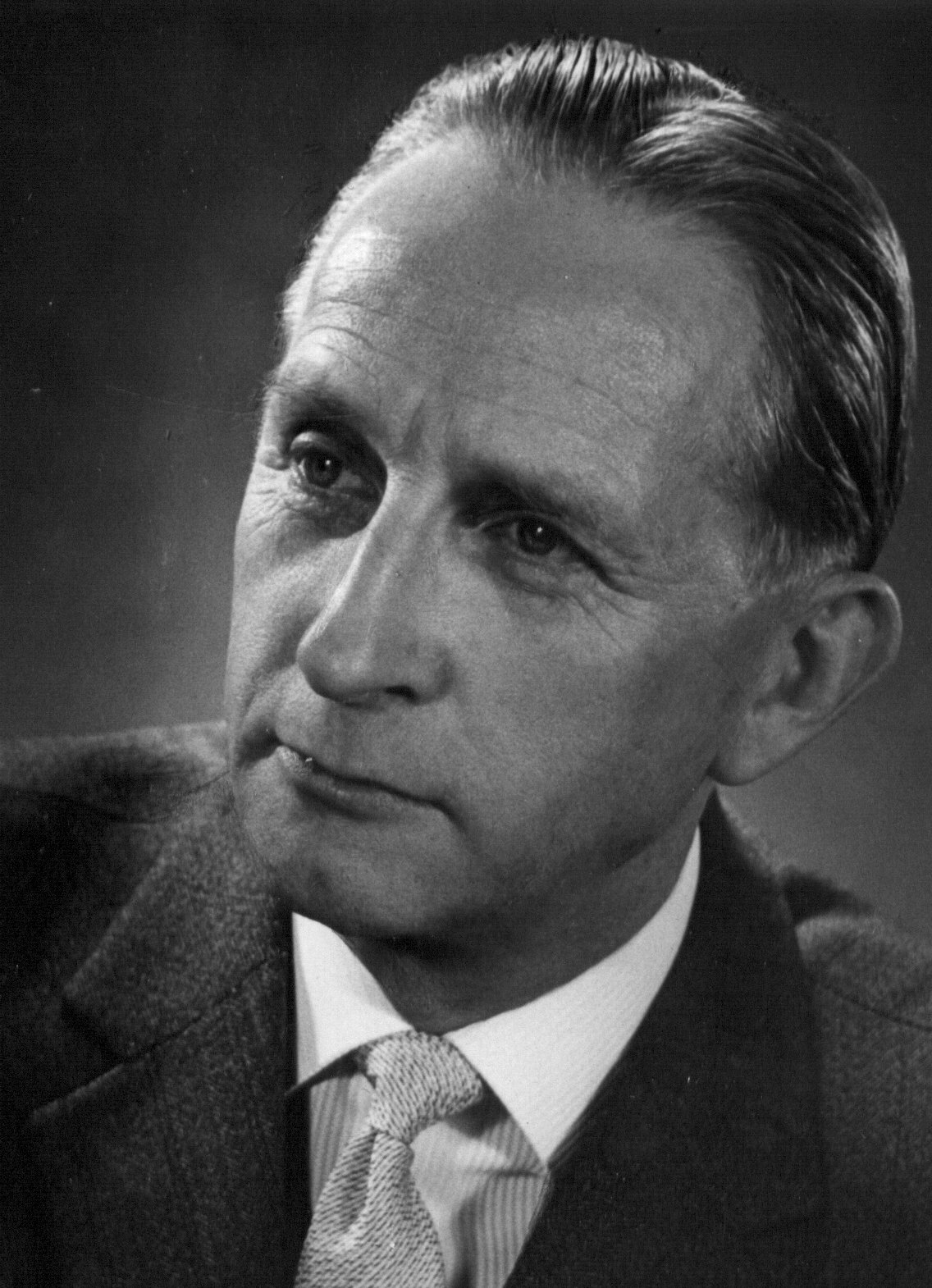
Robert Gies Hilden

Robert Gies (* 7. April 1904 in Hilden; † 29. April 1980) war ein deutscher Politiker und Landtagsabgeordneter (SPD).

## Leben und Beruf
Nach dem Besuch der Volksschule war er als Arbeiter und kaufmännischer Angestellter tätig und bildete sich an der Fernschule Berlin fort. Ab 1947 war Gies Arbeits- u. Sozialdirektor der Kronprinz AG, bei der er insgesamt 40 Jahre tätig war.
Von 1919 bis 1925 war er Mitglied der Freien sozialistischen Jugend. 1925 trat er in die Kommunistische Partei Deutschlands ein und wechselte 1928 zur SPD. Er war in zahlreichen Parteigremien aktiv und seit 1919 Gewerkschaftsmitglied.

## Politisches Leben
Bei der Wahl zum Hildener Stadtparlament am 12. März 1933 stand er auf Platz 1 (von 15 Kandidaten) der Liste der SPD und wurde als einziger Vertreter gewählt.
Er verzichtete auf das Mandat des Stadtverordneten am  24. März 1933 „aus gesundheitlichen Gründen“. Vom 18. bis zum 31. August 1944 war er im Zusammenhang mit den Ereignissen des 20. Juli 1944 inhaftiert.
Am 29. September 1945 wurde er Vorsitzender des neugegründeten Ortsvereins Hilden der SPD. Von 1946 bis 1970 gehörte er dem Kreistag des Kreises Düsseldorf-Mettmann an.
Von 1952 bis 1969 war er Bürgermeister der Stadt Hilden.
Politische Vorgänge während dieser Amtszeit:
- Zusammenarbeit mit den britischen Besatzungssoldaten in der Waldkaserne
- Errichtung der Städtischen Knabenrealschule ab 1955 (ab 1960 Wilhelm-Fabry-Realschule)
- Patenschaft der Stadt über den ehemaligen Landkreis Wohlau in Schlesien (1957)
- Schaffung von Wohnraum u. a. für Flüchtlinge im Norden und Süden der Stadt durch die Neue Heimat (ab 1957)
- Umstellung der Straßenbahn auf Busbetrieb (1961/1962)
- Aufbau des Schulzentrums am Holterhöfchen (ab 1961)
- Anlage neuer Friedhöfe im Süden und Norden der Stadt (1966, 1968)
- Aufbau des Landesinstitutes für öffentliche Verwaltung am Kolksbruch (1968)
- Begründung der Städtepartnerschaft mit Warrington in der englischen Grafschaft Cheshire. Unterzeichnung der Partnerschaftsurkunde am 22. Mai 1968
- Bau des ersten Hildener Hallenbads (1968)

Von 1966 bis 1970 war er Angehöriger des Landtages NRW und arbeitete im Arbeitsausschuss und Justizausschuss mit. 1971 wurde er Mitglied der Kommission für Kommunale Neugliederung. Am 8. Juli 1970 trat er aus gesundheitlichen Gründen vom Ratsfraktionsvorsitz der SPD zurück.

## Ehrungen
- 1962 Verleihung des Fabriciustellers der Stadt Hilden
- 1971 Ehrenoffizier der Civil Division of The Most Excellent Order of the British Empire
- 1972 Verleihung des Bundesverdienstkreuzes 1. Klasse
- 1. März 1979 Die Altenwohnanlage der AWO Hilden am Clarenbachweg erhielt den Namen Robert-Gies-Haus
- 1987 wurde eine neue Straße zwischen Klotzstraße und Schulstraße nach Robert Gies benannt